# Spoorbrug Weert
De Spoorbrug Weert overspant de Zuid-Willemsvaart en maakt deel uit van de spoorlijn Budel - Vlodrop. De brug kruist het water onder een vrij scherpe hoek, waardoor de overspanningslengte een stuk groter is dan de doorvaartbreedte. 
In het kader van de reactivering van de IJzeren Rijn voor personenvervoer, waarbij vanaf station Weert rechtstreekse passagierstreinen via station Hamont richting Antwerpen zouden kunnen rijden, wordt overwogen de brug te verbreden met een derde spoor, dat onder Belgische bovenleidingsspanning zou moeten komen te staan.